# Norashen, Tavush
Norashen là một đô thị thuộc tỉnh Tavush, Armenia. Dân số ước tính năm 2011 là 1720 người.